# Vicious
Vicious（ヴィシャス）は、シンコー・ミュージックより2001年まで発行されていたヴィジュアル系専門の音楽誌。毎月24日発売。A4変形。1993年6月にB PASSの増刊号として創刊した。増刊号にversionがある。

## 歴史
- 1993年 - B PASSの増刊号として創刊。
- 1996年 - 4月号から独立。
- 2000年 - 11月号から誌面リニューアル。
- 2001年 - 12月号を最後に休刊。

## コーナー
- 特集
- The 99 Questions
- TOP LINE
- Vicious News Network
  - Hot News
  - Hot Disk
  - VNN Close Up
- こんなのあり～!?
- 未公開の理由
- Vig Present
- V's FILE
- FROM THE LIVE
- BACK SIDE ISSUE

## スタッフ
- 発行：株式会社シンコー・ミュージック
- 発行人：緒方庶史
- 編集長：樋口靖幸
- 編集人：茂木博志 / 須田真希子 / 小林亨 / 斉藤由紀子